# ایوانکووتسی
ایوانکووتسی (به بلغاری: Ivankovtsi) یک منطقهٔ مسکونی در بلغارستان است که در شهرستان گابروو واقع شده‌است.